# Tiếng Newar

Một dòng chữ Newar Cổ điển khắc đá tại Quảng trường Bhaktapur Durbar.

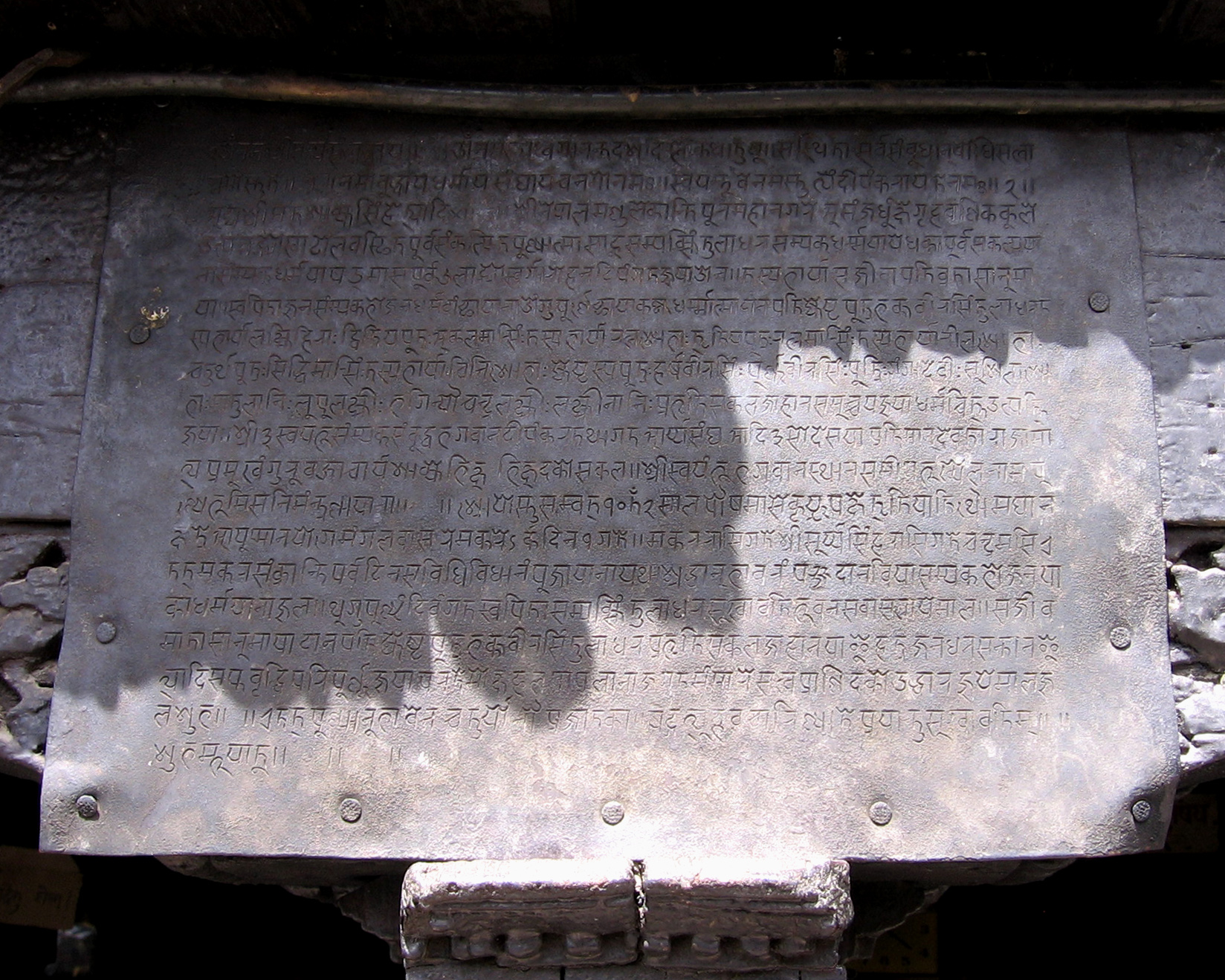
Bản khắc bằng đồng tại Swayambhunath, năm Nepal Sambat 1072 (1952 Công nguyên).

Tiếng Newar (hay Nepal Bhasa नेपाल भाषा, hoặc Newari) được biết đến chính thức ở Nepal là Nepal Bhasa, là một ngôn ngữ thuộc ngữ hệ Hán-Tạng, là một ngôn ngữ được sử dụng  phổ biến ở Nepal. Ngôn ngữ này cũng được sử dụng ở Ấn Độ, đặc biệt là ở Sikkim. Tiếng Newari là ngôn ngữ mẹ đẻ của 3% dân số Nepal. Đây là một trong khoảng hơn 400 ngôn ngữ thuộc ngữ hệ Hán-Tạng. Ngôn ngữ này được sử dụng chủ yếu bởi người Newar-cư dân bản địa của Nepal Mandala, bao gồm thung lũng Kathmandu và các vùng lân cận ở Nepal.
Mặc dù "Nepal Bhasa" có nghĩa đen là "ngôn ngữ Nepal", nhưng ngôn ngữ này khác với tiếng Nepal (Devanāgarī: नेपाली), ngôn ngữ chính thức của Nepal. Hai ngôn ngữ này thuộc 2 ngữ hệ khác nhau (tiếng Nepal thuộc ngữ hệ Ấn-Âu, trong khi tiếng Newar thuộc ngữ hệ Hán-Tạng), nhưng qua nhiều thế kỷ tiếp xúc đã có một lượng đáng kể các từ vựng được chia sẻ. Cả hai đều là ngôn ngữ chính thức tại Thủ đô Kathmandu.
Tiếng Newar là ngôn ngữ hành chính của Nepal từ thế kỷ 14 đến cuối thế kỷ 18. Từ đầu thế kỷ 20 cho đến khi dân chủ hóa, tiếng Newar đã phải chịu sự đàn áp. Từ năm 1952 đến năm 1991, tỷ lệ phần trăm người nói tiếng Newar ở Thung lũng Kathmandu giảm từ 75% xuống còn 44%, và ngày nay văn hóa và ngôn ngữ "Nepal Bhasa" đang bị đe dọa. Ngôn ngữ này được UNESCO liệt kê là "mức độ nguy cấp rất cao".

## Tên gọi
Các tên gọi Nepālabhāṣā (Devanagari: नेपालभाषा) hoặc Nepālavāc (Devanagari: नेपालवाच) lần đầu được tìm thấy trong các bản thảo của một bài phê bình cho Nāradasaṃhitā, năm 1380 Công nguyên, và một bài phê bình cho Amarkośa, năm 1386 Công nguyên. Kể từ đó, tên này đã được sử dụng rộng rãi trên các bản khắc, bản thảo, tài liệu và sách. Tên gọi thông dụng nhất là "Newah Bhay" (Devanāgarī: रेवा: भाय, IAST: Nevāḥ Bhāy).
Vào những năm 1920, tên của ngôn ngữ được gọi là Khas Kura, Gorkhali hoặc Parbatiya đã được đổi thành "Nepali", và ngôn ngữ nàyữ bắt đầu được gọi chính thức là tiếng Newar trong khi người Newar tiếp tục sử dụng thuật ngữ gốc. Ngược lại, thuật ngữ Gorkhali trong quốc ca cũ mang tên "Shreeman Gambhir" đã được đổi thành "Nepali" năm 1951.
Vào ngày 8 tháng 9 năm 1995, sau nhiều năm vận động hành lang để sử dụng tên cũ, chính phủ đã quyết định rằng tên Nepal Bhasa nên được sử dụng thay vì Newar. Tuy nhiên, quyết định này không được thực hiện và vào ngày 13 tháng 11 năm 1998, Bộ trưởng Bộ Thông tin và Truyền thông đã ban hành một chỉ thị khác để sử dụng tên Nepal Bhasa thay vì Newar. Tuy nhiên, Cục Thống kê Trung ương đã không làm điều đó.

## Phân bố
Theo điều tra dân số năm 2001, tiếng Newar được nói bởi hơn một triệu người ở Nepal.
- Ở Nepal: Thung lũng Kathmandu (kể cả Kathmandu, Lalitpur, Bhaktapur và Madhyapur Thimi), Dolakha, Banepa, Dhulikhel, Bandipur, Bhimphedi (Makwanpur), Panauti, Palpa, Trishuli, Nuwakot, Bhojpur, Chitlang, Narayangarh, Chitwan.[15][16]
- Ở Ấn Độ: Tây Bengal[17]
- Ở Tây Tạng: Khasa

Với sự di cư ngày càng tăng, nhiều tổ chức và cộng đồng người nói tiếng Newar đã xuất hiện ở các quốc gia như Mỹ, Anh, Úc và Nhật Bản.

## Hệ thống chữ viết

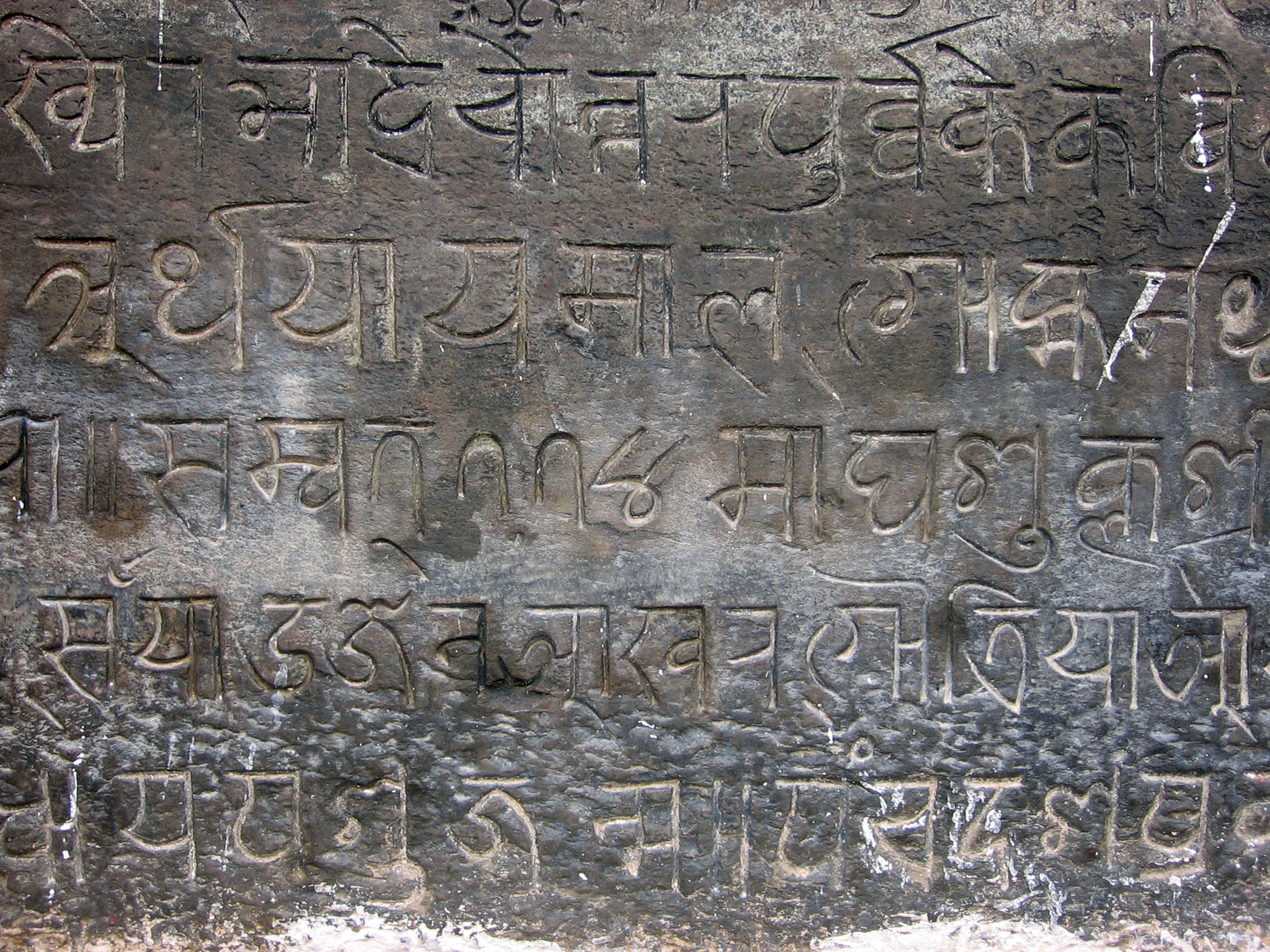
Dòng chữ của vua Pratap Malla tại Quảng trường Kathmandu Durbar năm 1654 CN viết bằng chữ Nepal Lipi.

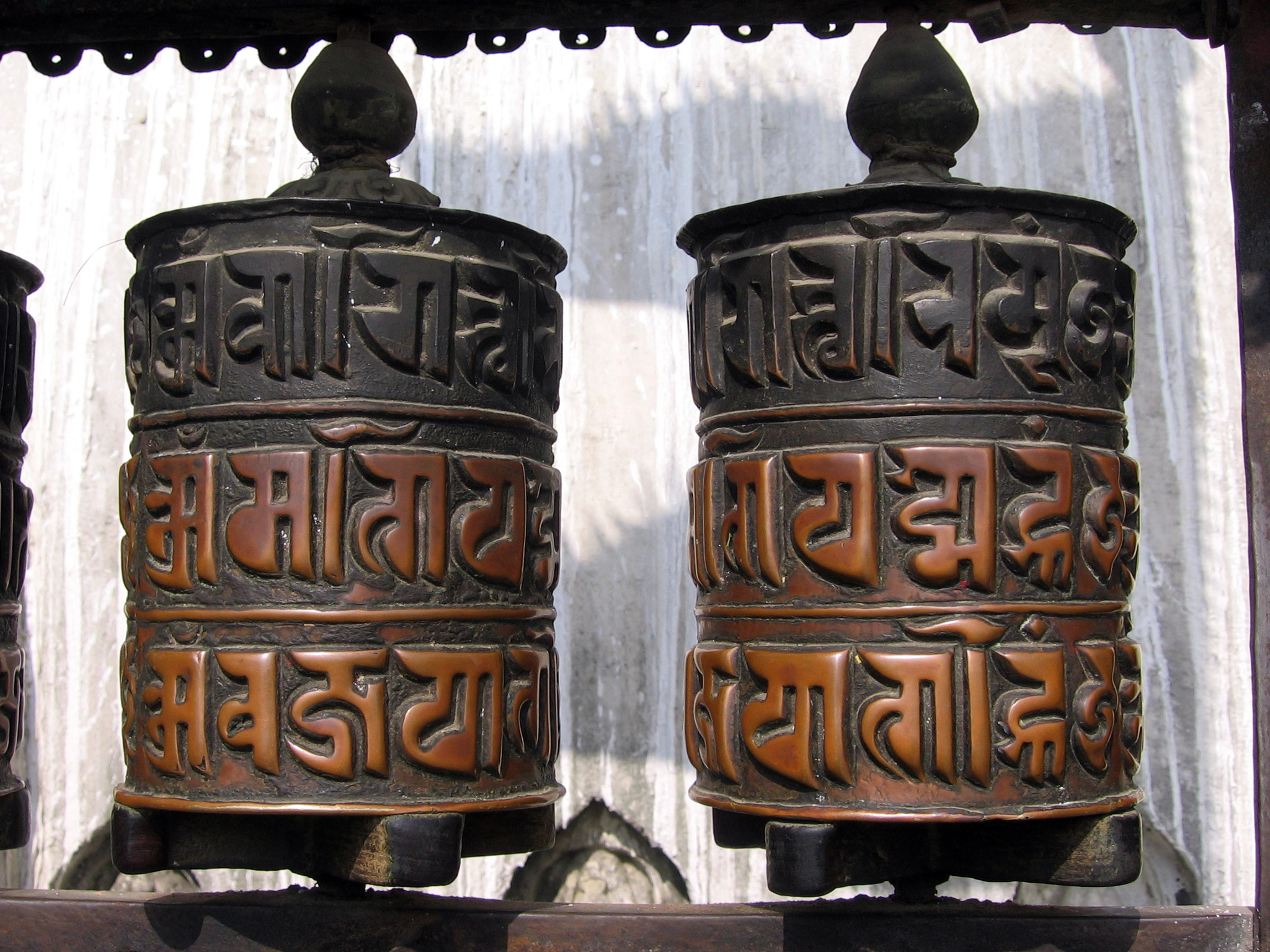
Bánh xe cầu nguyện với câu thần chú "Om Mani Padme Hum" bằng chữ Ranjana tại Swayambhu, Kathmandu.

Tiếng Newar hiện nay hầu như được viết bằng chữ Devanagari. Chữ viết ban đầu được sử dụng là Nepal Lipi hoặc "chữ Nepal" rơi vào tình trạng không sử dụng khi việc viết tiếng Newar bị cấm vào đầu thế kỷ 20.
Nepal Lipi, còn được gọi là Nepal Akha, xuất hiện vào thế kỷ thứ 10. Qua nhiều thế kỷ, một số biến thể của Nepali Lipi đã xuất hiện.
Nepal đã được viết bằng nhiều dạng của abugida:
- Chữ Brahmi
- Chữ Gupta
- Chữ Kutila
- Chữ Prachalit
- Chữ Ranjana
- Chữ Bhujinmol
- Chữ Kunmol
- Chữ Kwenmol
- Chữ Litumol
- Chữ Hinmol
- Chữ Golmol
- Chữ Pachumol
- Chữ Devanagari

Devanagari là chữ viết được sử dụng rộng rãi nhất hiện nay vì nó phổ biến ở Nepal và Ấn Độ. Chữ Ranjana là chữ viết được sử dụng rộng rãi nhất để viết tiếng Nepal Cổ điển trong thời cổ đại. Nó đang trải qua một sự hồi sinh do sự gia tăng nhận thức văn hóa gần đây. Chữ Prachalit cũng được sử dụng. Tất cả được sử dụng để viết tiếng Nepal nhưng dạng chữ Devanagari có nguồn gốc từ một dạng chữ gọi là chữ Nepal.